# Willie Macfarlane
Willie Macfarlane (1890-1961) var en amerikansk golfspelare.
Macfarlane vann US Open 1925 på Worcester Country Club i Massachusetts. Inför de nio avslutande hålen i tävlingen ledde Bobby Jones med fyra slag. De båda slutade på 291 slag och Macfarlane vann med ett slag efter 36 håls särspel. Under den andra rundan i tävlingen gick han på 67 slag vilket var nytt banrekord.
Han vann 21 tävlingar på PGA-touren.
| Majorsegrare genom tiderna                                                                                          |              |                   |              |                  |
| 200 olika spelare har vunnit i herrarnas majortävlingar. Willie Macfarlane var den 49:e spelaren som vann en major. |              |                   |              |                  |
| 1:a | 48:e         | 49:e              | 50:e         | 200:e            |
| Willie Park Sr | Cyril Walker | Willie Macfarlane | Tommy Armour | Louis Oosthuizen |
| Lista över golfens majorsegrare                                                                                     |              |                   |              |                  |